# 速度梯度

層流剪力

速度梯度 (velocity gradient)，又稱為剪率。
當流體流過固體時，在其交界面處，流體會以一層靜止薄膜附著在固體上，所以固體上流體速度為零。
離開器皿的有些距離（ｙ軸方向）速度是一定的，所以在流動的流線中，在ｙ軸方向的點速度必有變化。
若固體介面為圓管之內壁，則ｙ軸方向即為半徑（圓心）方向。
公式： {\displaystyle {\frac {du_{x}}{dy}}}
单位：m/s2

## 相關連結
- 流體力學
- 黏性
- 層流
- 流速

## 附註與參考資料
1. ↑  John Metcalfe Coulson, John Francis Richardson. . Great Britain: Elsevier. Reprinted 2007: p.63. ISBN 978-0-7506-4444-0 （英语）.